# Osservatorio universitario di Vienna

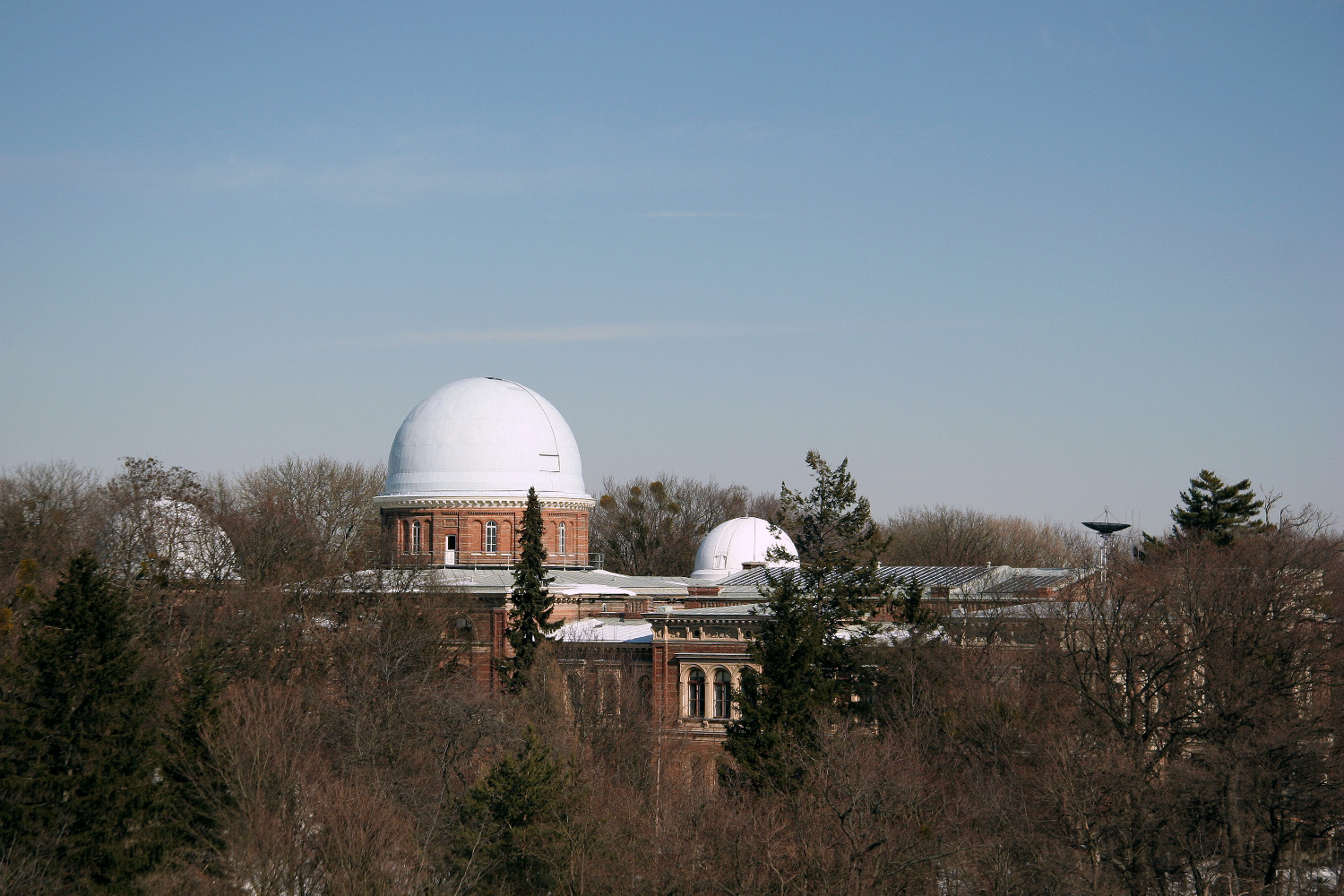
L'edificio dell'osservatorio

L'Osservatorio universitario di Vienna (in tedesco Universitätssternwarte Wien) è uno dei due osservatori astronomici dell'istituto di astronomia dell'Università di Vienna. Si trova nello Sternwartepark (lett. "Parco dell'osservatorio") sulla collina detta Türkenschanze, nella 18ª circoscrizione di Vienna, il quartiere di Währing.
L'osservatorio rappresenta il chilometro zero delle strade austriache (e storicamente di quelle austroungariche) ed è stato membro della rete mondiale per la determinazione delle longitudini nel 1933 e nel 1957.

## Storia
La storia dell'astronomia a Vienna risale al Trecento: dopo che nel 1365 era stata fondata l'università, a partire dal 1391 si tennero costantemente lezioni "sopra il cielo e la terra" fino al 1882. Nel Cinquecento insegnarono a Vienna Georg von Peuerbach e il suo allievo Regiomontanus. All'inizio del Settecento il "matematico di corte" Johann Jakob Marinoni si costruì, sul tetto della sua casa viennese, una torretta, dalla quale effettuava osservazioni con strumenti che in buona parte si era fabbricato da sé. Ispirati da questo fatto, i gesuiti costruirono nel 1733 un proprio osservatorio sul tetto del loro collegio.

### Il primo osservatorio

#### L'edificio

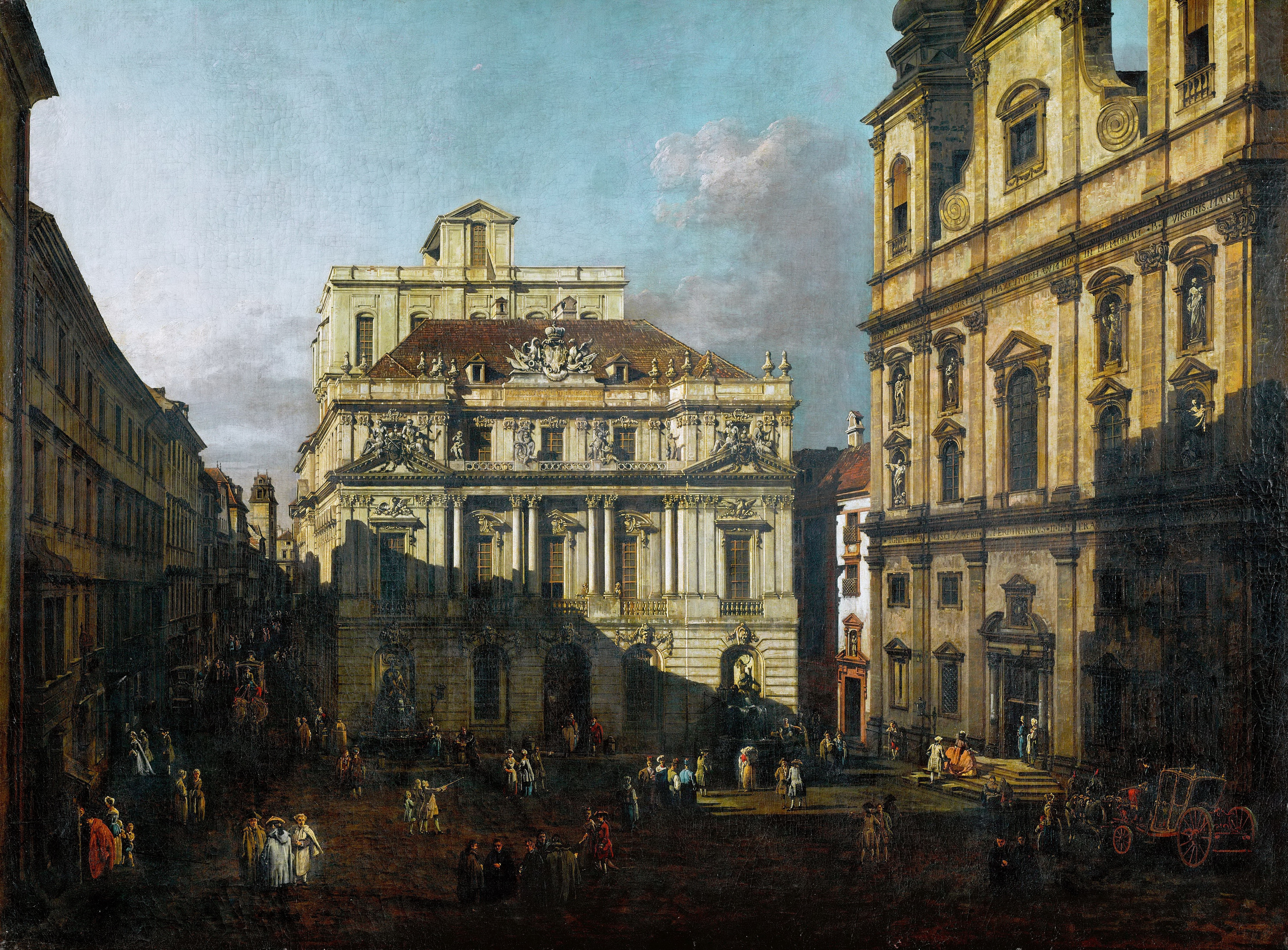
La vecchia sede dell'università in cui si distingue la sopraelevazione del primo osservatorio, dipinto di Bernardo Bellotto del 1758-61

Su richiesta dell'arcivescovo di Vienna e rettore della locale università Johann Joseph von Trautson, l'imperatrice Maria Teresa autorizzò la costruzione di un osservatorio dell'università. Sul tetto del palazzo dell'università di allora (oggi sede dell'Accademia austriaca delle scienze), che si trovava proprio vicino alla chiesa dei Gesuiti, fu costruito fra il 1753 e il 1754 l'Observatorium Caesareo-Regium Viennense, che entrò in funzione nel 1756. L'edificio fabbricato per l'osservatorio era una piccola costruzione di legno rettangolare. Come primo direttore dell'osservatorio universitario venne nominato l'allora trentacinquenne gesuita Maximilian Hell.
La posizione al centro di Vienna si dimostrò tuttavia sempre più inadatta: a causa delle vibrazioni, delle turbolenze atmosferiche e dell'inquinamento prodotto dal riscaldamento delle case, le osservazioni astronomiche e la determinazione precisa delle posizioni furono decisamente limitate. Così il successore di Hell, Joseph Johann von Littrow, nel 1820 propose la costruzione di un nuovo edificio.
Questo progetto non fu autorizzato, ma nel 1825 ci fu una ristrutturazione completa dell'osservatorio esistente. I telescopi più vecchi furono sostituiti, la struttura esistente dovette lasciare il posto ad una nuova. Furono allestiti una grande sala di osservazione per strumenti mobili, uno spazio per strumenti fissi e due torrette con cupole apribili. Su di un tetto a terrazza era sistemato lo spazio di osservazione per gli strumenti dei passaggi, il cui punto di traguardo erano le colonne appositamente costruite sul Wienerberg. Nel 1883 fu costruito un'ulteriore torre d'osservazione.

#### Strumenti scientifici
Il primo osservatorio universitario era stato inizialmente attrezzato con gli strumenti di Marinoni. Col tempo furono acquistati nuovi apparecchi, innanzitutto in occasione della ristrutturazione del 1825–1831.
Lo strumento principale era un eccellente telescopio rifrattore da 16 cm di apertura fabbricato da Joseph von Fraunhofer nel 1825. Vi erano inoltre altri due apparecchi di Fraunhofer, uno strumento per la determinazione del mezzogiorno locale (Transito meridiano del Sole) e un telescopio con ridotta distanza focale per la ricerca delle comete, nonché uno "strumento universale" di Reichenbach. Per la determinazione della posizione delle stelle furono acquistati da Troughton un cerchio massimo di 24 pollici di diametro, un telescopio equatoriale portatile, un circolo massimo ed azimutale, nonché un sestante da 10 pollici.
Gli strumenti del primo osservatorio sono in parte esposti presso il museo dell'attuale istituto nello Sternwartepark.

#### Ricerche e osservazioni
Sotto la direzione di Hell l'osservatorio universitario ottenne rinomanza internazionale. Innanzitutto pubblicò un'opera in 37 volumi, le Ephemerides astronomicae ad meridianum Vindobonensem, in cui erano esposte le effemeridi sul meridiano di Vienna dal 1757 al 1792. Hell osservò il transito di Venere del 1761 dall'osservatorio di Vienna e quello del 1769 a Vardø, in Norvegia. In base alle osservazioni di questi due transiti Hell calcolò la distanza fra il Sole e la Terra in 152 milioni di chilometri (la misura attuale è di 149,6 milioni di chilometri).
Ulteriori attività dell'osservatorio consistevano nella determinazione sempre più precisa delle longitudini geografiche ed astronomiche, così come delle posizioni delle stelle, dei pianeti e delle lune di Giove. Inoltre furono effettuate rilevazioni precise per la determinazione del tempo e registrazioni dei dati meteorologici. Se tradizionalmente era stato il campanile del duomo di Santo Stefano a comunicare il mezzogiorno esatto ai viennesi, dal 1822 l'osservatorio assunse il compito di regolare gli orologi dei campanili di Vienna mediante la trasmissione di segnali orari, presumibilmente ottici.

### Il nuovo osservatorio

#### Edificio

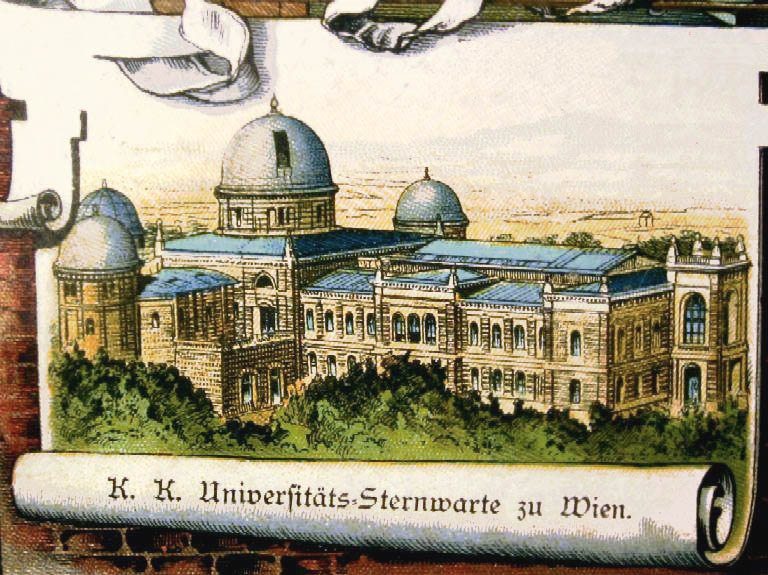
La nuova sede dell'osservatorio in un disegno del 1888

Nel 1842 il nuovo direttore Karl Ludwig von Littrow cercò di nuovo di far approvare la costruzione di un nuovo osservatorio. Con il sostegno di personalità influenti nel 1850 trovò l'occasione di presentare un progetto dettagliato per un nuovo edificio, in cui si chiedeva una località senza vibrazioni, libera dalla vegetazione e situata su di un'altura. A tal fine sarebbe stata adatta una collina appena fuori dalle mura settecentesche. Dal momento che nel 1858 era stato revocato il precedente divieto di costruzione presso le mura e i barbacani, Littrow ottenne l'autorizzazione a costruire il nuovo osservatorio sulla Türkenschanze.
Nel 1867 fu progettata la nuova sede dell'università, sul cui tetto si continuava a pensare di costruire il nuovo osservatorio. Tuttavia, questo progetto non fu realizzato e fu affidato a Littrow il compito di costruire un osservatorio che svolgesse un ruolo di guida nella "duplice monarchia". Dopo un viaggio di studio negli osservatori della Germania, Inghilterra e Stati Uniti, si prese alla fine come modello l'osservatorio di Berlino basato su di una pianta a croce.
Come località venne scelto un terreno di 5,5 ettari sulla "Türkenschanze", nell'allora comune autonomo di Währing. I lavori di costruzione durarono dal 1874 al 1879. Al centro dell'edificio si ergeva la cupola principale di 14 m, circondata da altre tre più piccole alle estremità dei bracci settentrionale, occidentale e orientale dell'edificio. Il braccio meridionale era destinato agli spazi abitativi e lavorativi degli astronomi. Con una lunghezza di 101 m e una larghezza di 73 m quello di Vienna è fino ad oggi il più grande osservatorio astronomico coperto del mondo. Littrow non poté vedere la fine dei lavori, perché morì nel 1877. Il trasloco definitivo dell'istituto di astronomia dell'Università terminò infatti nel 1882. L'inaugurazione solenne avvenne il 5 giugno 1883 alla presenza dell'imperatore Francesco Giuseppe.

#### Strumenti scientifici

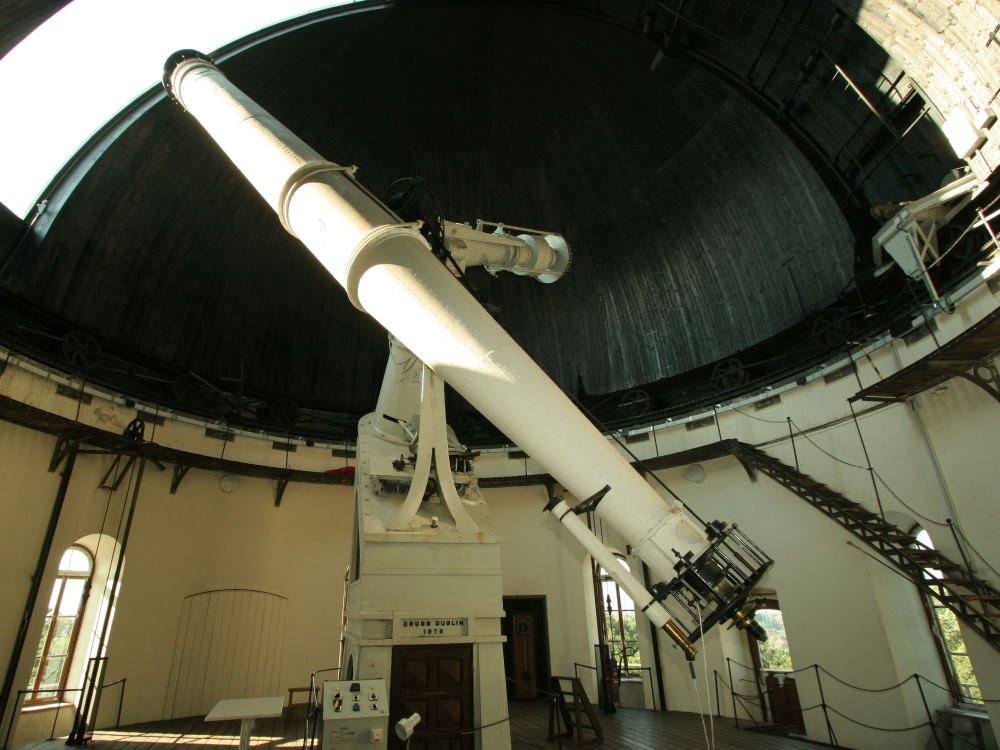
Il grande telescopio rifrattore dell'osservatorio di Vienna

Nella cupola principale è collocato il Großer Refraktor, un telescopio rifrattore di 68 cm di apertura e 10,5 m di distanza focale costruito nel 1878: in quel momento era il più grande telescopio rifrattore del mondo.
Nella cupola settentrionale era posto in origine un telescopio rifrattore più piccolo, adatto a individuare le comete. Dal 2002 vi si trova un moderno telescopio Cassegrain.
Nella cupola occidentale era collocato un altro rifrattore e quella orientale ospitava il telescopio del vecchio osservatorio. Oggi vi si trova un telescopio del 1928 proveniente dal Politecnico di Vienna.

#### Ricerche e scoperte

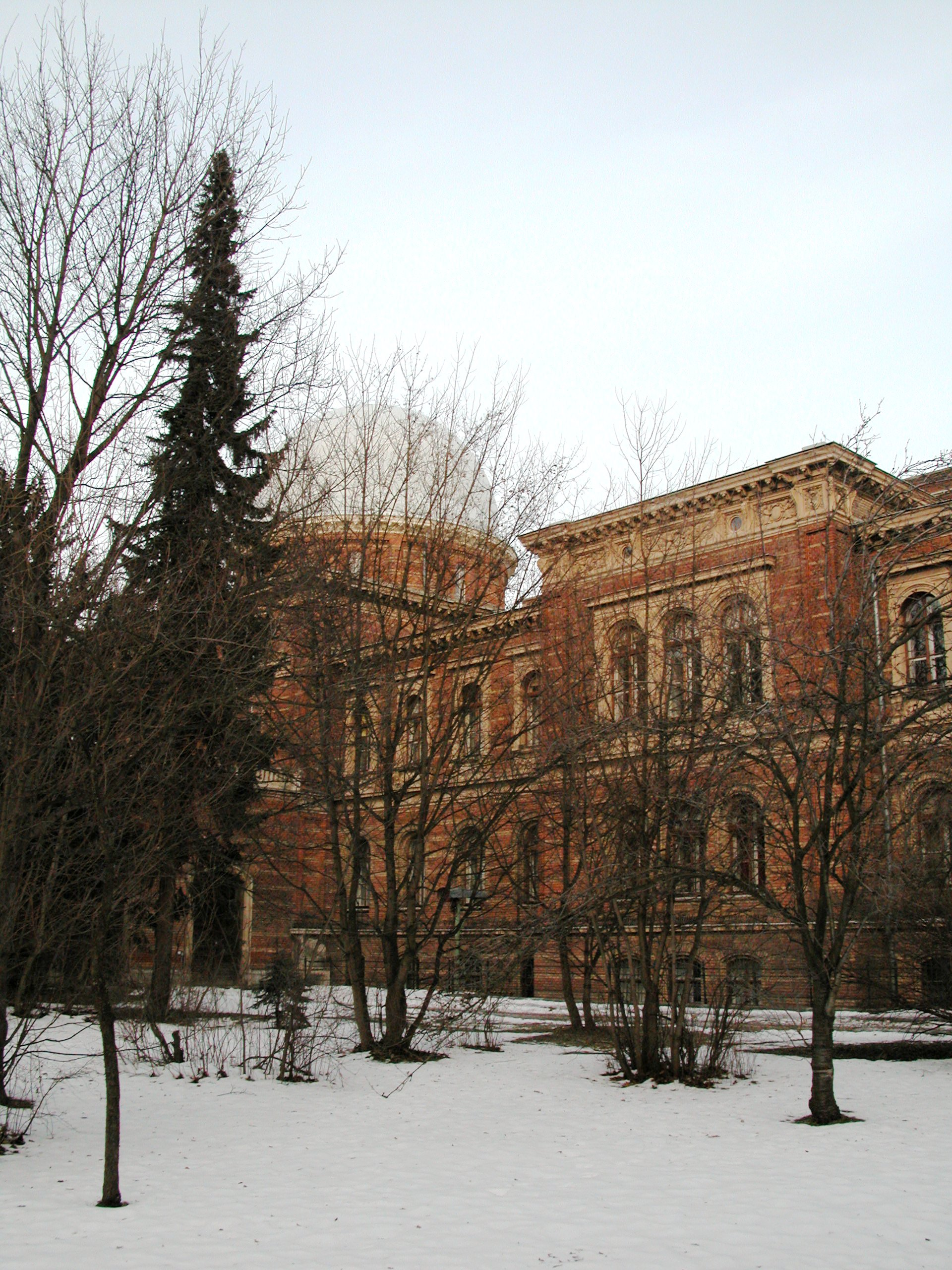
La facciata dell'osservatorio

Il primo direttore del nuovo osservatorio fu Edmund Weiss, dal 1869 professore di astronomia all'Università di Vienna e la cui partecipazione fu determinante nella progettazione dell'osservatorio. Weiss riuscì ad avere come collaboratore Johann Palisa che proveniva dall'Osservatorio della marina di Pola, il quale in quell'epoca era il maggior scopritore di asteroidi. Nel periodo viennese, dal 1881 al 1923, Palisa scoprì ancora 94 nuovi asteroidi (in totale ne scoprì 123) e si occupò della determinazione delle loro orbite in collaborazione con Heidelberg.
Inoltre, furono scoperte più di 70 nebulose, che successivamente furono riconosciute come galassie. La maggioranza di queste scoperte furono effettuate da Rudolph Spitaler negli anni dal 1890 al 1892 con il Großer Refraktor. Spitaler nel 1890 trovò anche una cometa periodica, che oggi si chiama in suo onore 113P/Spitaler.

## L'osservatorio oggi

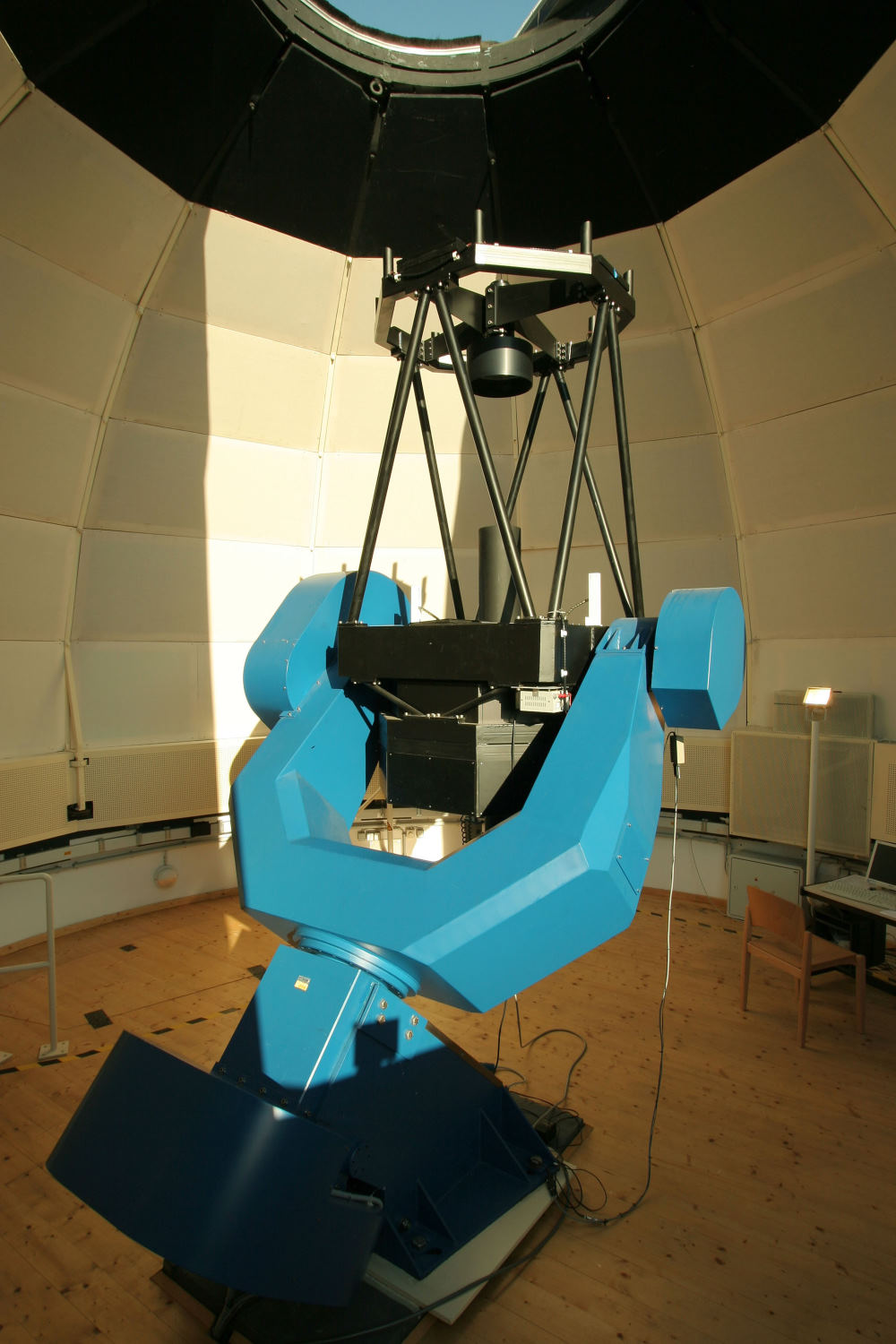
Il "Vienna little telescope"

A causa dell'inquinamento luminoso e del seeing, l'edificio cittadino è diventato inadatto per le osservazioni, perciò nel 1969 è stato costruito il Leopold Figl-Observatorium (cod. MPC 562) nel Wienerwald come sede esterna dell'osservatorio universitario. La nuova sede è attrezzata con un telescopio Ritchey-Chrétien-Cassegrain con uno specchio principale da 1,5 m.
L'istituto di astrofisica è parte della facoltà di geografia, geologia e astronomia dell'università di Vienna. Il gruppo di lavoro dell'istituto di astrofisica conduce ricerche sia in ambito sperimentale che teorico. In particolare si occupa di astrofisica stellare, delle stelle con attività magnetica, dei pianeti esterni al sistema solare, di stabilità e disordine nel sistema solare, di ricerche extragalattiche, fra cui quelle sulle galassie nelle prime fasi dell'universo, di radioastronomia, ed infine sviluppa programmi e componenti informatici per programmi internazionali come Herschel, ARIEL, SMILE, PLATO, CHEOPS, GAIA, Athena, BRITE.
Oltre all'attività di ricerca l'osservatorio universitario svolge attività didattica all'interno dell'università di Vienna.
Inoltre, dal 1990, l'edificio storico dell'osservatorio ospita anche un'esposizione per il pubblico di libri di astronomia (dal Quattrocento in avanti) e di strumenti astronomici.